# ’Zat You, Santa Claus?
’Zat You, Santa Claus? ist ein Weihnachtslied, das Jack Fox (* 1921; Musik und Text) schrieb und im Dezember 1953 im Musikverlag Broude Bros. veröffentlichte.

## Aufnahme

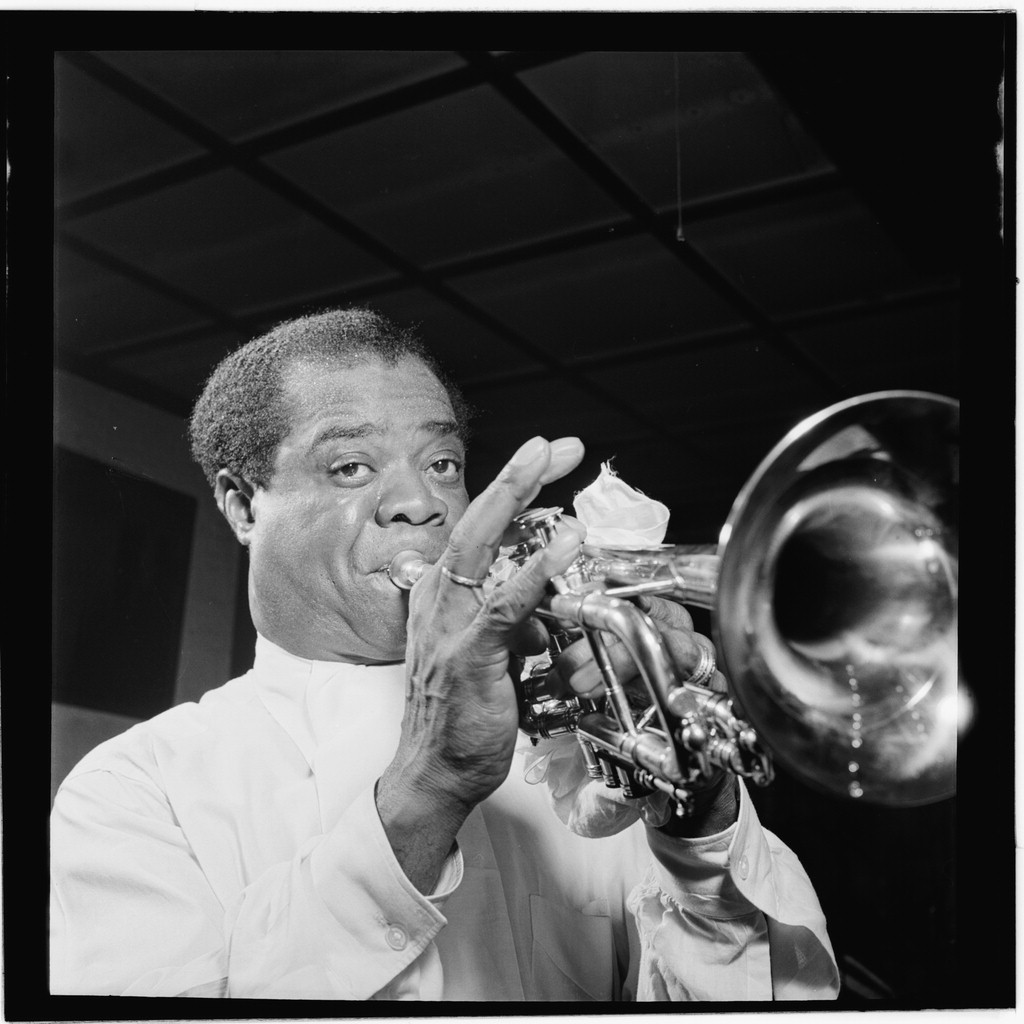
Louis Armstrong bei einem Auftritt in der New Yorker Carnegie Hall, 1947. Fotografie von William P. Gottlieb

Der Song ’Zat You, Santa Claus? wurde am 22. Oktober 1953 von Louis Armstrong and The Commanders aufgenommen und im Dezember 1953 auf Decca Records veröffentlicht (Decca 9-28943); in dem Studioorchester unter Leitung von Toots Camarata (von dem auch das Bigband-Arrangement stammte) spielten u. a. Billy Butterfield, Lou McGarity, Cutty Cutshall, Hymie Schertzer, Al Klink, Bernie Leighton, Carmen Mastren, Sandy Block und Ed Grady.
Der Song wurde in den folgenden Jahren auch von Bing Crosby, Benny Green, Rebecca Kilgore, Buster Poindexter, Harry Connick, Jr. und René Marie (mit dem Jazz at Lincoln Center Orchestra und Wynton Marsalis, 2014) gecovert. Garth Brooks interpretiert den Song in dem Spielfilm Nenn’ mich einfach Nikolaus (2001).

## Text
Die ersten Zeilen des Lieds lauten:
Gifts I’m preparing for some Christmas sharing
But I pause because Hanging my stocking
I can hear a knocking. Is that you, Santa Claus?
Sure is dark out, ain’t the slightest spark out
’Pon my clackin’ jaw. Who’s there, who is it
stopping for a visit? Is that you, Santa Claus?